# 7 днів і ночей з Мерилін
«7 днів і ночей з Мерилін» (англ. «My Week with Marilyn», дослівно — Мій тиждень з Мерилін) — британський біографічний фільм режисера Саймона Кертіса. Сценарій створений Едріаном Ходжесом на основі книги Коліна Кларка (Colin Clark) «Принц, танцівниця і я» (англ. «The Prince, the Showgirl and Me»). Американська прем'єра фільму відбулась 9 жовтня 2011 року на New York Film Festival, британська — 25 листопада 2011 року, українська — 8 лютого 2012 року.

## Сюжет
Молодик, на ім'я Колін Кларк захоплений кінематографом і хоче отримати роботу на зйомках якого-небудь фільму. Він приїжджає в Лондон на студію Лоуренса Олів'є і завдяки своїй наполегливості домагається призначення на посаду третього помічника режисера. Ця робота — це виконання різних дрібних доручень Олів'є і запрошеної зірки — знаменитої Мерілін Монро, що приїхала з Голлівуду для зйомок в стрічці «Принц і танцівниця». Колін відразу ж виявляється зачарований красою Мерілін і намагається допомогти їй впоратися зі стресом, який вона дістала під час роботи з вимогливим сером Лоуренсом.

## У ролях
- Мішель Вільямс — Мерілін Монро
- Кеннет Брана — Лоуренс Олів'є
- Едді Редмейн — Колін Кларк
- Емма Вотсон — Люсі Армстронг
- Дугрей Скотт — Артур Міллер
- Домінік Купер — Мілтон Х. Грін
- Джулія Ормонд — Вів'єн Лі
- Джуді Денч — Сібіл Торндайк
- Дерек Джейкобі — Овен Морсхед
- Міранда Рейсон — Ванеса
- Зої Вонамейкер — Пола Страсберг
- Річард Кліффорд — Річард Воттіс
- Джеральдін Сомервіль — Леді Джейн Кларк

## Зйомки
Місце зйомок — Pinewood Studios і  Лондон.

## Нагороди і номінації
- 2011 — 2 номінції на «Satellite Award»: найкраща жіноча роль (Мішель Вільямс), найкраща чоловіча роль другого плану (Кеннет Брана).
- 2012 — премія «Золотий глобус» за найкращу жіночу роль в комедії чи мюзиклі (Мішель Вільямс), а також 2 номінації: найкращий фільм — комедія чи мюзикл, найкраща чоловіча роль другого плану (Кеннет Брана).
- 2012 — 2 номінації на Премію Гільдії кіноакторів США: найкраща жіноча роль (Мішель Вільямс), найкраща чоловіча роль другого плану (Кеннет Брана).
- 2012 — 6 номінацій на премію BAFTA: найкращий британський фільм, найкраща жіноча роль (Мішель Вільямс), найкраща жіноча роль другого плану (Джуді Денч), найкраща чоловіча роль другого плану (Кеннет Брана), найкращий дизайн костюмів (Джилл Тейлор), найкращий грим (Дженні Шіркор).
- 2012 — 2 номінації на премію «Оскар»: найкраща жіноча роль (Мішель Вільямс), найкраща чоловіча роль другого плану (Кеннет Брана).
- 2012 — премія «Незалежний дух»  за найкращу жіночу роль (Мішель Вільямс).

## Цікаві факти
- Кандидатами на роль Мерилін Монро були Скарлетт Йоганссон, Кейт Гадсон і Емі Адамс[3].
- Ральф Файнс відмовився від ролі Лоуренса Олів'є, щоб зняти фільм «Коріолан».
- Роль Вів'єн Лі пропонували Кетрін Зета-Джонс[4].